# 元神明宮
元神明宮（もとしんめいぐう）は、東京都港区三田一丁目に鎮座する神社である。

## 祭神
天照皇大御神を主祭神として、水天宮を相殿に祀る。

## 由緒
社伝によると、寛弘2年（1005年）に一条天皇の勅命により創建され、渡辺綱の産土神であったことから、多くの武人に崇敬されたという。また、江戸時代に徳川将軍家の命により神体や神宝が飯倉神明（現芝大神宮）に移されることになったが、氏子・崇敬者の熱意により境内に神体を隠し留め、これを昼夜警護したとも伝えられ、「元神明宮」と称して、藩邸が隣接した有馬氏を始め、広く衆庶の崇敬を集めたという。大正の関東大震災や昭和の東京大空襲等の災厄から氏子・崇敬者を守ったとされたことから、厄除けの神としても崇敬を受け、平成17年（2005年）9月には、「御鎮座壱千年」の記念事業を行った。
相殿の水天宮は、文政元年（1818年）有馬家藩邸の邸内社として、筑後久留米の水天宮から分祀されたもので、安産の神、水の神として崇拝されて来たが、明治元年（1868年）に有馬邸が青山に移転するに際して、その分霊を相殿として奉斎することになった（ちなみに、青山の有馬邸内社の水天宮は、更に日本橋蛎殻町に遷座され、現水天宮となった）。

## 境内社
- 平河稲荷神社
- 豊日稲荷神社
- 和光稲荷神社
- 天白稲荷神社
- 槻根稲荷神社
- 権太夫稲荷神社
- 白滝稲荷神社（銀杏稲荷神社）

以上いずれも宇迦之御魂神を祭神とする。現在の社殿は旧社殿の老朽化のために全面的な改築を行い、平成6年6月に竣功したものである。

## 交通アクセス
- 南北線・大江戸線「麻布十番駅」2番出口より徒歩6分（経路案内）。

## 氏子地域
港区三田一丁目（旧・芝赤羽町、芝三田小山町の区域）

## 副業
社殿と行き来できる賃貸ビルを経営している。